# Pompe oléohydraulique
Pour les articles homonymes, voir Pompe (homonymie).
Une pompe oléohydraulique ou pompe hydraulique est destinée à alimenter des machines hydrauliques, ou d'autres systèmes hydromécaniques. Elle transmet l'énergie mécanique générée par un mouvement rotatif à un fluide transporté dans des canalisations vers des récepteurs l'utilisant en général sous forme linéaire (vérin) ou rotative (moteur hydraulique). Elle est couramment appelée pompe hydraulique dans le monde professionnel.
Les caractéristiques principales sont la cylindrée et la capacité à résister à la pression. En fonctionnement, une pompe crée à la fois un débit et une pression. La pression dépend aussi de la résistance du récepteur (moteur ou vérin).  

Symbole d'une pompe hydraulique.

## Calcul de la puissance hydraulique délivrée par une pompe
{\displaystyle P_{h}={\frac {\Delta p\cdot Q}{600}}}
- Δp : hauteur manométrique totale (exprimée en bar) ;
- Q : débit volumique (exprimé en litre par minute) ;
- Ph : puissance hydraulique (exprimée en kilowatt).

Exemple : 100 bar × 100 L/min / 600 = 16,66 kW
Pour calculer la puissance mécanique absorbée par la pompe, il faut ajouter à la puissance hydraulique les pertes dues au rendement.
Le rendement dépend de la technologie de la pompe utilisée et de la pression d'utilisation. 

## Pression d'utilisation

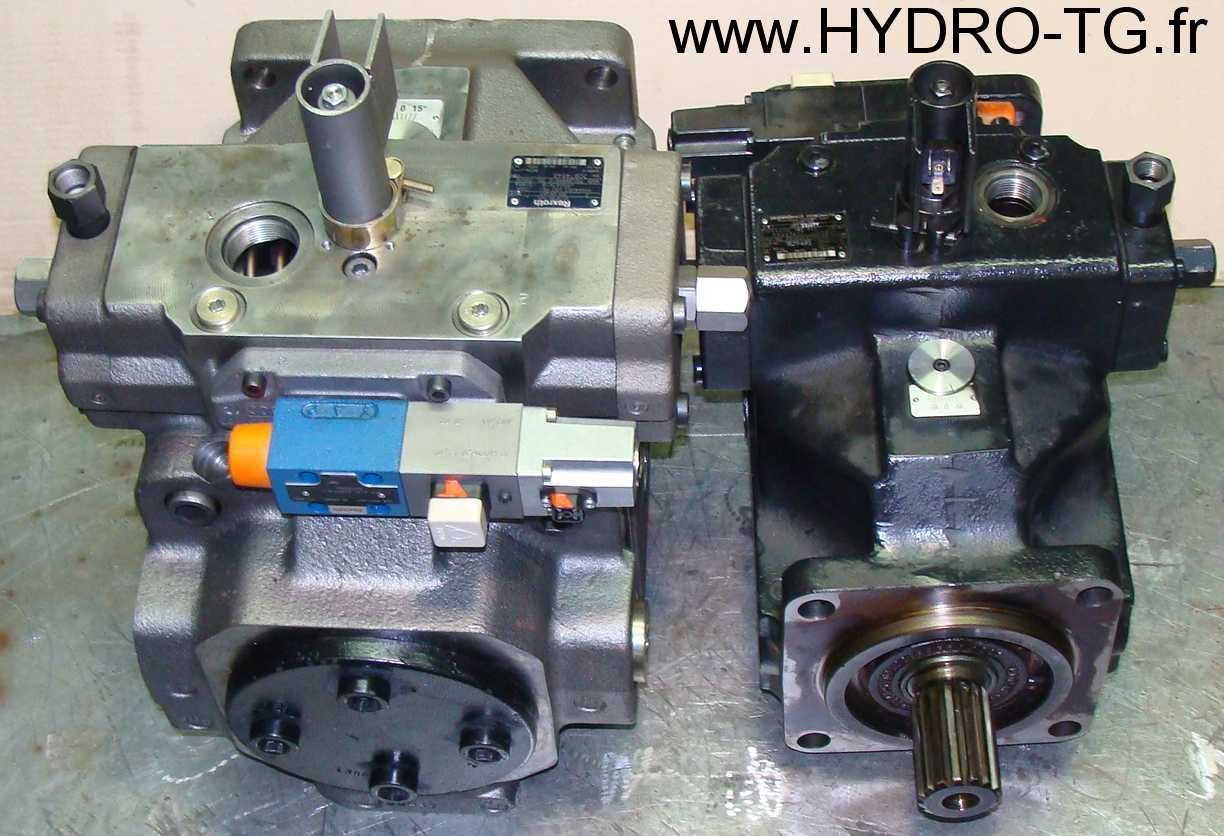
Pompe hydraulique rexroth A4VSO, cylindrée 250 & 180 cm

La pression d'utilisation est rarement inférieure à 50 bar. Les pompes standard à engrenages externes supportent en pointe souvent plus de 250 bar.
- 210 bar est un standard souvent utilisé et qui permet aux pompes à engrenages de travailler sans risques d'usures prématurées
- 300 a 350 bar est un standard pour les pompes à pistons en circuit ouvert
- 420 bar est généralement un maximum réservé pour la transmission hydrostatique en circuit fermé.
- 700 bar est un standard souvent utilisé pour les vérins de manutention.
- Jusqu'à 7 000 bar pour les pompes hydropneumatiques (épreuves hydrauliques).
- Jusqu'à 10 000 bar pour les multiplicateurs de pression.

Plusieurs milliers de bars peuvent donc être atteints, pour des bancs d'épreuve par exemple ou l'autofrettage des tubes sous pression.
Il existe des pompes rotatives à entrainement magnétique permettant d'effectuer une circulation d'un liquide, d'un gaz ou d'un autre fluide (type CO2 supercritique) dans une boucle fermée à 350 bar et 343 °C avec un débit de 50 litres par minute.

## Types
Les types de pompes hydrauliques sont des combinaisons des principes évoqués ci-dessous :
- Cylindrée fixe
- Cylindrée variable
- Circuit ouvert
- Circuit fermé
- Un ou deux sens de débit
- Drainage interne ou externe
- Simple et multicorps empilé
- Hydropneumatique
- Autorégulatrice, load sensing

## Conception mécanique principale
- Pompe à engrenages : cylindrée fixe ;
- Pompe à palettes : cylindrée fixe et variable ;
- Pompe à pistons mono ou multiple en ligne, radiaux, axiaux, ce type résiste à la plus haute pression : cylindrée fixe ou variable
- Pompe à barillet, du type axe brisé ou a plateau basculant.

Un limiteur de pression est l'élément de sécurité indispensable.

## Filtration
Les systèmes oléohydrauliques sont des systèmes très fiables de par leur conception mécanique de précision et la lubrification permanente de l'huile.
Il existe néanmoins un facteur qui représente 80% des défaillances, le défaut de propreté de l'huile et des pièces mécaniques.
Pour cela, il est très fortement recommandé, voire obligatoire, d'avoir avant (crépine d'aspiration) et après la pompe (filtre pression) un système de filtration pour limiter et réduire la propagation de pollution (petite particule de fer, caoutchouc, poussière, etc.) dans l'ensemble du circuit oléohydraulique.

## Applications
- Presse hydraulique
- Machine hydraulique

## Cavitation
La cavitation a un effet destructeur principalement sur les glaces des pompes oléohydrauliques haute pression : les micros implosions arrachent la matière et détruisent la pompe. Les causes fréquentes sont une dépression trop forte à l'aspiration, par exemple à cause d'un filtre d'aspiration colmaté, ou des prises d'air sur l'aspiration.

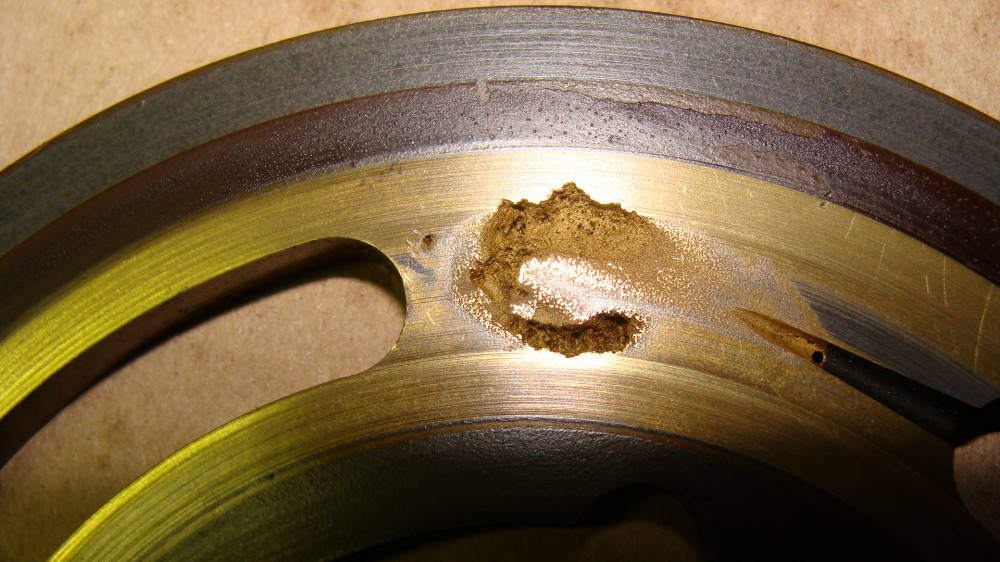
Glace de pompe hydraulique détruite par la cavitation